# ريليك إنترتينمنت
ريليك إنترتينمنت هي شركة تطوير ألعاب فيديو كندية مقرها في فانكوفر، تأسست عام 1997. الاستوديو متخصص في ألعاب استراتيجية الوقت الحقيقي.